# 超级陷阱
《超级陷阱》（又译作）是一款由Pony公司于1986年在日本FC游戏机和PC-8801发行的平台游戏。游戏于1986年9月在FC游戏机发行，2个月后又在PC-8801发行。1987年，由动视在北美地区发行。
这是第一个由动视在游戏平台发行的任天堂游戏。本游戏也是在雅达利2600游戏陷阱系列的基础上制作。
游戏可以认为是陷阱II 失落的洞穴的重新制作。游戏内容为哈利通过迷宫找到钻石拉吉，并要拯救他的侄女朗达和搭档Quickclaw，他们两人已经在洞穴中丢失。
本游戏FC版本收到负面评价。